# スタディオ・ネレオ・ロッコ
スタディオ・ネレオ・ロッコ（Stadio Nereo Rocco）は、イタリア、フリウリ＝ヴェネツィア・ジュリア州のトリエステにあるスタジアム。USトリエスティーナのホームスタジアムとなっている。また2012年に臨時でカリアリ・カルチョも使用していた。収容人数は28,565人。
過去には、1934年ワールドカップ イタリア大会でもホストスタジアムとしてスタディオ・リットーリオ（Stadio Littorio）という建て直される前のスタジアムが使用された。